# Константин Димчев
Константин Димитров Димчев е български актьор.

## Биография
Роден е в град София на 22 април 1933 г. Учи актьорско майсторство във ВИТИЗ „Кръстьо Сарафов" в периода 1952-1956 г.
Работи в Драматичен театър „Гео Милев“ Стара Загора (1956-1957), Музикално-драматичен театър „Константин Кисимов“ във Велико Търново (1957-1958), Драматично-куклен театър „Иван Радоев“ в Плевен (1958-1959), театър „Трудов фронт“ в София (1959-1965), Драматичен театър „Йордан Йовков“ в Толбухин (1969-1970) и Драматичен театър „Сава Огнянов“ в Русе (1970-1984).
Преподавател във ВИТИЗ „Кръстьо Сарафов“ по актьорско майсторство от 1959 г. Член на САБ (1956). Умира на 2 декември 1984 г. в Русе.

## Награди и отличия
- Заслужил артист (1981)
- III награда за мъжка роля на (Павел) от пиесата „Амазонката“ на Богомил Райнов на IV национален преглед на българската драма и театър (Плевен, 1969)
- III награда за мъжка роля на (Иван Гилин) от „Вечерите на Иван Гилин“ на Николай Парушев на IV национален преглед на българската драма и театър (Плевен, 1969)

## Театрални роли
- „Танго“ (Георги Караславов) – Атешев
- „С любовта шега не бива“ (Алфред дьо Мюсе) – метр Блазиус
- „Венецианският търговец“ (Уилям Шекспир) – Антонио

## Телевизионен театър
- „Дванадесетият апостол“ (Митьо Радуков) (1978)

### Режисьор
- „Мефистофел“ (Ариго Бойто) – 1 октомври 1982 година, Софийска опера, режисьор – Константин Димчев,
- "Слугинята- господарка" / Перголези/ - 1980 , БНТ - диригент Борис Спасов с участието на Виолета Шаханова и Евгени Ганев, награда "Златната антена"

+
"Симон Боканегра"- опера от Верди, Русе, 1973
"Макбет" - опера от Верди, Русе, 1975
"Байка" - опера от Стравински, Русе, 1982
"Историята на войника", балет от Стравински, Русе 1982
"Дон Жуан умира като всички", трагикомедия от Теодор Мазилу, превод Огнян Стамболиев,
БНТ, ТВ театър 1984

## Филмография
| Година    | Филми и Сериали                 | Серии | Роля                                                        |
| --------- | ------------------------------- | ----- | ----------------------------------------------------------- |
| 1985      | Борис I                         | 2     | проповедникът                                               |
| 1985      | Денят не си личи по заранта     | 6     | Хигинс (в 1 серия: I)                                       |
| 1985      | Гнездо за думи                  |       | д-р Лазаров                                                 |
| 1984      | Кажи им, майко, да помнят       | 6     | бай Петко (във 2-ра серия)                                  |
| 1983      | Синът на Мария                  |       | Кирил Баев                                                  |
| 1983      | Хотел „Централ“                 |       | Доспевски                                                   |
| 1981      | Ударът                          |       |                                                             |
| 1981      | Капитан Петко войвода           | 12    | Райчев                                                      |
| 1981      | Масово чудо                     |       | Светията                                                    |
| 1980      | Концерт за флейта и момиче      |       | немският офицер                                             |
| 1979      | Адаптация                       | 3     | професор Дубер Щърбанов                                     |
| 1979      | Фильо и Макензен                | 7     | Самус                                                       |
| 1979      | Тайфуни с нежни имена           | 3     | Арон                                                        |
| 1979      | Бумеранг                        |       | главният редактор                                           |
| 1976      | Апостолите                      | 2     | офицер                                                      |
| 1976-1980 | Записки по българските въстания | 13    | Ернест ефенди (в 3 серии: II, III, IV)                      |
| 1969-1971 | На всеки километър              | 26    |                                                             |
| 1969      | Птици и хрътки                  |       | таен агент                                                  |
| 1967      | С пагоните на дявола            | 5     | очилатият майор (като Костадин Димчев в 3 серии: I, II, IV) |
| 1966      | Мъже                            |       | доктор Неделев, научен сътрудник                            |
| 1966      | Цар и генерал                   |       | офицер                                                      |
| 1965      | Паролата                        |       |                                                             |
| 1964      | Приключение в полунощ           |       | инженер Албертов, Прокопи Албертов Недялков, инспектор      |
| 1963      | Калоян                          |       | Страцимир                                                   |
| 1962      | Тютюн                           |       |                                                             |
| 1962      | Специалист по всичко            |       |                                                             |
| 1959      | Пътища                          |       | (в 1-та новела „Другото щастие“)                            |
| 1956      | Ребро Адамово                   |       |                                                             |